# Wyżyna Przedborska
Wyżyna Przedborska (342.1) – makroregion naturalny w północno-zachodniej części Wyżyny Małopolskiej, w dorzeczu górnej Pilicy. Od wschodu ograniczony jest Wyżyną Kielecką, a od północy Wzniesieniami Południowomazowieckimi. Zajmuje powierzchnię ok. 5,3 tys. km².
Stanowi geologiczne przedłużenie Niecki Nidziańskiej i otaczających ją pasm wzniesień. Zbudowana jest ze skał wieku kredowego i jurajskiego. Obniżenia terenowe wypełnione są przez piaski i gliny zlodowacenia środkowopolskiego, ponad ich powierzchnią wznoszą się pojedyncze pasma oraz wzgórza wapienne i piaskowcowe.
Większość powierzchni Wyżyny Przedborskiej (części południowa, środkowa, północna i wschodnia) znajduje się w zlewni Pilicy, fragment zachodni w dorzeczu Warty, a południowo-wschodni – Nidy. Obszar pokryty jest mozaiką pól uprawnych i lasów, z niewielką przewagą tych ostatnich.
Najwyższe wzniesienie – 351 m, w Paśmie Przedborsko-Małogoskim (w okolicy wsi Cieśle).
Wyżyna dzieli się na 6 mniejszych jednostek fizycznogeograficznych:
- Wzgórza Radomszczańskie
- Wzgórza Opoczyńskie
- Próg Lelowski
- Nieckę Włoszczowską
- Pasmo Przedborsko-Małogoskie
- Wzgórza Łopuszańskie

Główne miasta to: Radomsko, Opoczno, Przedbórz, Małogoszcz, Końskie, Koniecpol i Włoszczowa.
Wśród wsi o cennych walorach kulturowych wymienić należy m.in. Skotniki nad Pilicą, Gidle, Rudkę i Chełmo.